# Terra Cresta
Terra Cresta es un videojuego arcade que fue lanzado por Nichibutsu en 1985. Es considerado una secuela  del juego Moon Cresta, que fue lanzado en 1980. Así como Moon Cresta mejora la fórmula de Space Invaders por el aumento de múltiples partes que mejoran el poder de fuego de la nave del jugador, Terra Cresta ofrece la misma mejora al género de los shooters de scroll vertical creado por Xevious. 
Como el jugador puede maniobrar a través del juego, es posible encontrar y recoger cinco partes diferentes de la nave. Estos módulos adicionales pueden hacer una formación alrededor del jugador o pueden combinarse con la nave principal para formar una más grande y más poderosa. Cada pieza de la nave tiene su propio ataque único, y cada formación (basado en el número de naves de recogidas) tiene un ataque diferente. Si el jugador logra sobrevivir y recoger las cinco partes al mismo tiempo, puede transformarse temporalmente en un invulnerable fénix ardiente y chocar contra los enemigos. 
Conversiones  del juego: apareció en la NES, Commodore 64, Sinclair ZX,  Spectrum y en Sharp X68000. 
Existen también evidencias de una versión para los ordenadores MSX de segunda generación que fue finalmente abandonada durante su producción. Se conoce un anuncio aparecido en la revista japonesa MSX Magazine de octubre de 1988 y un video en Youtube, posiblemente de una beta.  

## Controles
Joystick: Mueva la palanca de mando en cualquiera de las ocho direcciones para maniobrar la nave a través de la pantalla. Usted puede viajar en toda la extensión de la pantalla, que se desplaza automáticamente hacia arriba. 
Fuego: Presione el botón de fuego para disparar sus armas. Estas armas de fuego que depende de qué partes de la nave que haya reunido, y si está unido como una nave o extendido como una formación.
Formación: Pulse el botón de formación para disgregar la nave, esta separación hace formaciones específicas, o para combinararse de nuevo con la nave principal. Solo cuenta con una cantidad limitada de veces para hacer las formaciones por un breve tiempo.  
1-2 Jugadores: Pulse para iniciar uno o dos jugadores. 

## Player
- Winger

Comienza el juego con la forma más básica de la nave. Es el componente inicial y naturalmente lo más débil, pero en ningún caso indefenso. Se puede mover rápidamente a través de la pantalla, y es capaz de disparar 2 lásers montados en la parte delantera. Usted tendrá que estar pendiente para recoger los otros componentes para que se puedan combinar para así aumentar su potencia de fuego, sólo este componente principal es vulnerable al fuego enemigo.  
- Parte 2

Este componente tiene las alas más anchas y duplica la potencia de fuego de un ataque doble a cuádruple. El inconveniente de esta mejora es que se hace un objetivo mucho más grande. Sin embargo, si resulta ser golpeado, sólo se perderá las partes que ha recogido, y no la nave inicial. Así el jugador podrá resistir a un golpe y ser capaz de seguir adelante y obtener las otras componentes. 
Cuando recoja una segunda parte, puede comenzar a utilizar el botón de formación. El cual le permite la formación de sus componentes para dividir en diversas formaciones que permiten completamente nuevas armas. Con una parte recogidos, que se romperá en un lado a la formación de lado, creando una onda gigante de energía entre los dos componentes que se desplaza hacia arriba en un arco enorme. En el modo de formación, de cualquier parte de la nave es vulnerable al fuego enemigo. El accesorio se perderá si es golpeada pero la nave principal va a sobrevivir.
- Parte 3

Debe destruir dos cúpulas escrito con el número 3 para liberar esta parte. Este pequeño componente que se conecta a la nariz de la nave. Puede parecer insignificante, pero es bastante útil. No añade más a su poder de fuego frontal. Más bien, le proporciona la capacidad de disparar detrás. Esto aumentará su capacidad para defender la parte trasera de la nave para que los enemigos tengan menos posibilidades de hacer emboscadas por detrás. 
Una formación con tres componentes se parece a un triángulo, con la nave principal solo y en la parte trasera. Esta formación aumenta considerablemente la cobertura de su fuego por cinco juegos de láseres dobles en la parte superior de la pantalla. Perderá su poder de fuego trasera sin embargo debe tener mente cuando hará esta formación.
- Parte 4

Tres domos con el número 4 impreso en la parte superior deben ser destruidos para liberar el cuarto componente. Cuando se conecta en la nariz de la nave, añade una ráfaga concentrada de energía en la mitad de los disparos láser. Esto no aumenta el alcance de su potencia de fuego, pero aumenta el poder de fuego de cada disparo, un tiro de fuego puede destruir una formación completa de las naves enemigas espacio en lugar de destruir una nave única. La ráfaga de energía es más útil para luchar contra los enemigos apareciendo en formaciones verticales. También destruye enemigos mucho más rápidamente más resistentes como dinosaurios y jefes.
Al hacer una formación con cuatro componentes, se disponen en forma de diamante, con la nave principal en la parte trasera. Cada componente es capaz de disparar esferas de energía que viajan en un patrón circular. Cuando se dispara con rapidez, algunos enemigos serán capaces de encontrar un lugar para ocultarse del movimiento circular de las esferas. Las esferas se irradian hacia el exterior, ampliando su rango en toda pantalla.  
- Parte 5

Para conseguir este último componente, debe destruir cuatro cúpulas que llevan el número 5 sobre ellos. Esta última parte se unirá a la popa de la nave y generara una barrera de campo de fuerza a lo largo de la parte trasera de esta. Esta barrera no detiene el fuego enemigo, sino que va a destruir cualquier nave enemiga que vuelan hacia él.
Cuando entras en una formación con todos los cinco componentes de la Winger, cuatro de los componentes se disponen en un cuadrado, mientras que la nave principal permanece detrás de ellos en la espalda. Los cuatro componentes se moverán en diagonal hacia adentro mientras que núcleo dispara hacia arriba, creando una mayor difusión que la formación con tres componentes, pero no hace que sea más potente. De hecho, la fuerza es aproximadamente los mismos.
- Fenix

Si consigues ensamblar los cuatro componentes al núcleo de la nave, el Winger sufrirá una transformación, en un ardiente fénix. Mientras está en esta forma, usted es completamente invencible y puede destruir a los enemigos chocando contra ellos. 
Su potencia de fuego se reduce a láseres cuádruples, pero esto es un precio pequeño a pagar por el don de la invulnerabilidad. Después que pasa un tiempo suficiente (casi al mismo tiempo asignado para las formaciones), La nave volverá a su estado normal. La nave no será capaz de transformarse en un fénix otra vez hasta que haya perdido los componentes y haya recogido todos ellos otra vez.  

## Jefes
Si bien Terra Cresta no tiene etapas, los jefes aparecen en determinados intervalos a lo largo de su camino a través del juego. Cada jefe es considerablemente de mayor tamaño que las otras naves enemigas y toman un gran número de disparos para poder derrotarlos. Comenzarán a destellar una vez que están a punto de ser destruidos.
Jefe 1: Este es el jefe más fácil para luchar. Los bloques que aparecen en el final de los cuatro puntos separados de la nave y se lanzan contra el Winger, y usted puede disparar contra ellos para destruirlos.
Jefe 2: Este jefe es mucho más difícil que el primer jefe pues es considerablemente más resistente, pero no te ataque casi tan frecuentemente. La pequeña máquina voladora que está afuera de la nave principal, puede ser destruido fácilmente, pero se debe concentrar una gran cantidad de potencia de fuego sobre la nave principal para poder derribarlo. 
Jefe 3: Este jefe final requiere de bastante estrategia para poder derrotarlo. En primer lugar se debe disparar a los dos conjuntos de brazos que está en ambos lados del cuerpo principal de la nave. Entonces se tiene que disparar hacia el centro y por último disparar en el medio para que la cabina explote.

## Serie
- Moon Cresta (1980).
- Terra Cresta (1985).
- Dangar - Ufo Robo (1986).
- Terra Force (1987).
- Terra Cresta II (1992, NEC PC Engine).
- Terra Cresta 3D (1997, Sega Saturn).